# Brka
Brka – wieś w Bośni i Hercegowinie, w dystrykcie Brczko. W 2013 roku liczyła 2234 mieszkańców, z czego większość stanowili Boszniacy.